# Johnston-atoll
A Johnston-atoll egy  2,8 km²-es atoll a Csendes-óceán északi részén, amit 1796. szeptember 2-án fedeztek fel.  Az atoll 1328 km-re délnyugatra található Honolulutól. Az atoll az Amerikai Egyesült Államok fennhatósága alá tartozik. 2004-ben 317 lakosa volt. A szigetek mindössze 5 méterrel vannak a tengerszint felett. Az éghajlat egész évben meleg, száraz és szeles. A szélirány általában északkeleti.
A terület az amerikai nukleáris kísérletek egyik körzeteként volt kijelölve, egy rakétaindító központ és több első generációs kémműhold-vevő rendszert építettek ki. Később itt működött a Johnston Atoll vegyi hatóanyag-lebontó rendszer (Johnston Atoll Chemical Agent Disposal System, JACADS). 1977-ben a térségben semmisítették meg a Ranch Hand hadműveletben bevetni tervezett, megmaradt vegyszereket.
Az atoll legnagyobb szigetén 2700 méteres kifutópályával rendelkező repülőtér van.